# Anna Carlsten (född 1892)
Anna Erika Carlsten, född  Peréus 10 januari 1892 i Klara församling i Stockholm, död på samma ort 18 oktober 1971 i Högalids församling, var en svensk skådespelare.
Hon var gift 1916–1923 med skådespelaren Rune Carlsten. Hennes syster, skådespelaren Ebba Peréus (1890–1923), var gift med regissören Thor Christiernsson. Anna Carlsten är begravd på Solna kyrkogård.

## Teater

### Roller (ej komplett)
| År   | Roll            | Produktion                                                         | Regi               | Teater           |
| ---- | --------------- | ------------------------------------------------------------------ | ------------------ | ---------------- |
| 1916 | Kitty           | En gåtfull kvinna Robert Reinert                                   | Einar Fröberg      | Intima teatern   |
| 1916 | Eva             | Faunen Hermann Bahr                                                | Einar Fröberg      | Intima teatern   |
| 1916 | Ljus Ängel      | Hannele Gerhart Hauptmann                                          | Einar Fröberg      | Intima teatern   |
| 1917 | Line Vägters    | Stövlett-Kathrine Dikken von der Lyhe Zernichow                    | Einar Fröberg      | Intima teatern   |
| 1917 | Josephine       | Ett resande teatersällskap August Blanche                          | Einar Fröberg      | Intima teatern   |
| 1917 | Alice Exern     | Jeffrey Pantons historia Alfred Sutro                              | Einar Fröberg      | Intima teatern   |
| 1917 | Agathe Sanvalin | Mästertjuven Tristan Bernard och Alfred Athis                      | Einar Fröberg      | Djurgårdsteatern |
| 1917 | Mia             | Adlig ungdom Algot Ruhe                                            | Rune Carlsten      | Intima teatern   |
| 1917 | Pernilla        | Pernillas korta frökentid Ludvig Holberg                           | Rune Carlsten      | Intima teatern   |
| 1917 | Feen            | Prinsessans visa Anna Wahlenberg                                   | Josua Bengtson     | Intima teatern   |
| 1918 | Syster Clémence | Syster Beatrice Maurice Maeterlinck                                | Einar Fröberg      | Intima teatern   |
| 1918 | Rikard          | Richard III William Shakespeare                                    | Einar Fröberg      | Intima teatern   |
| 1918 | Signe           | Ljunghuset Nils Wilhelm Lund                                       | Einar Fröberg      | Intima teatern   |
| 1918 | Johanne         | Under lagen Edvard Brandes                                         | Einar Fröberg      | Intima teatern   |
| 1918 | Fanny Blaine    | Köpt och betalt George Broadhurst                                  | Einar Fröberg      | Intima teatern   |
| 1919 | Bodil           | Ambrosius Christian Molbech                                        | Einar Fröberg      | Intima teatern   |
| 1919 | Maja Widja      | Individernas förbund Einar Fröberg                                 | Einar Fröberg      | Intima teatern   |
| 1919 | Elise           | Den nya garnisonen Louis Angely och C.G. Etienne                   | Josua Bengtson     | Intima teatern   |
| 1920 | Första pigan    | Barnsölet Ludvig Holberg                                           | Rune Carlsten      | Intima teatern   |
| 1920 | Jill            | Öga för öga John Galsworthy                                        | Einar Fröberg      | Intima teatern   |
| 1920 | Lulu            | Fästningen faller Sacha Guitry                                     |                    | Intima teatern   |
| 1920 | Lina            | 2 X 2=5 Gustav Wied                                                |                    | Intima teatern   |
| 1921 | Rosalie         | En hustru för mycket Francis de Croisset                           | Einar Fröberg      | Intima teatern   |
| 1923 | Gisèle          | Andra bröllopsnatten Maurice Hennequin                             | Knut Nyblom        | Vasateatern      |
| 1923 | Marion          | Bläckplumpen Ernest Vajda                                          | Knut Nyblom        | Vasateatern      |
| 1923 | Clo             | Jag är skyldig dig en hustru Yves Mirande och Henri Géroule        | Knut Nyblom        | Vasateatern      |
| 1923 |                 | Fruar på krigsstråt Georges Feydeau                                | Albert Ranft       | Vasateatern      |
| 1924 |                 | På hal is Franz Arnold och Ernst Bach                              | Knut Nyblom        | Vasateatern      |
| 1924 | Denise          | Borgmästarinnan (La presidente) Maurice Hennequin och Pierre Veber | Albert Ranft       | Vasateatern      |
| 1926 | Blanche Ingram  | En tillfällig äkta man Edward A. Paulton                           | Einar Fröberg      | Blancheteatern   |
| 1931 | Helene          | Moderskärlek August Strindberg                                     | Harry Roeck-Hansen | Blancheteatern   |

## Filmografi
- 1918 – Mästerkatten i stövlar
- 1923 – Närkingarna
- 1924 – Trollebokungen
- 1925 – Ett köpmanshus i skärgården
- 1947 – Tösen från Stormyrtorpet

### Fotnoter
1. ↑  ”Anna Carlsten”. Svensk Filmdatabas. http://www.sfi.se/sv/svensk-filmdatabas/Item/?type=PERSON&itemid=57942&ref=%2ftemplates%2fSwedishFilmSearchResult.aspx%3fid%3d1225%26epslanguage%3dsv%26searchword%3danna+carlsten%26type%3dPerson%26match%3dBegin%26page%3d1%26prom%3dFalse. Läst 19 februari 2013.
2. ↑  Svenska Dagbladet, 13 december 1923, sid. 11
3. ↑  FinnGraven
4. ↑  ”Teater, konst, litteratur”. Dagens Nyheter:  s. 5. 9 augusti 1916. http://arkivet.dn.se/arkivet/tidning/1916-08-09/213/5. Läst 20 juli 2015.
5. ↑  ”Generalrepetition på ett dyrbart lif”. Musikverket. http://calmview.musikverk.se/CalmView/Record.aspx?src=CalmView.Performance&id=PERF29397&pos=75. Läst 15 maj 2016.
6. ↑  ”Hannele”. Musikverket. http://calmview.musikverk.se/CalmView/Record.aspx?src=CalmView.Performance&id=PERF29402&pos=82. Läst 15 maj 2016.
7. ↑  ”Teater, konst, litteratur”. Dagens Nyheter:  s. 5. 12 februari 1917. http://arkivet.dn.se/arkivet/tidning/1917-02-12/41/5. Läst 20 juli 2015.
8. ↑  ”Teater Musik”. Dagens Nyheter:  s. 9. 14 april 1917. http://arkivet.dn.se/arkivet/tidning/1917-04-14/99/9. Läst 3 april 2016.
9. ↑  ”Jeffery Pantons historia”. Musikverket. http://calmview.musikverk.se/CalmView/Record.aspx?src=CalmView.Performance&id=PERF29408&pos=89. Läst 16 maj 2016.
10. ↑  ”Teater Musik”. Dagens Nyheter:  s. 6. 25 juni 1917. http://arkivet.dn.se/arkivet/tidning/1917-06-25/168/6. Läst 20 juli 2015.
11. ↑  ”Adlig ungdom”. Musikverket. http://calmview.musikverk.se/CalmView/Record.aspx?src=CalmView.Performance&id=PERF29413&pos=94. Läst 16 maj 2016.
12. ↑  ”Pernillas korta frökentid”. Musikverket. http://calmview.musikverk.se/CalmView/Record.aspx?src=CalmView.Performance&id=PERF29416&pos=97. Läst 16 maj 2016.
13. ↑  ”Prinsessans visa”. Musikverket. http://calmview.musikverk.se/CalmView/Record.aspx?src=CalmView.Performance&id=PERF29417&pos=98. Läst 16 maj 2016.
14. ↑  ”Syster Beatrice”. Musikverket. http://calmview.musikverk.se/CalmView/Record.aspx?src=CalmView.Performance&id=PERF29418&pos=99. Läst 17 maj 2016.
15. ↑  ”Richard III”. Musikverket. http://calmview.musikverk.se/CalmView/Record.aspx?src=CalmView.Performance&id=PERF29419&pos=100. Läst 17 maj 2016.
16. ↑  ”Ljunghuset”. Musikverket. http://calmview.musikverk.se/CalmView/Record.aspx?src=CalmView.Performance&id=PERF29420&pos=101. Läst 17 maj 2016.
17. ↑  ”Under lagen”. Musikverket. http://calmview.musikverk.se/CalmView/Record.aspx?src=CalmView.Performance&id=PERF29421&pos=103. Läst 17 maj 2016.
18. ↑  ”Köpt och betalt”. Musikverket. http://calmview.musikverk.se/CalmView/Record.aspx?src=CalmView.Performance&id=PERF29424&pos=104. Läst 17 maj 2016.
19. ↑  ”Ambrosius”. Musikverket. http://calmview.musikverk.se/CalmView/Record.aspx?src=CalmView.Performance&id=PERF29436&pos=114. Läst 19 maj 2016.
20. ↑  ”Individernas förbund”. Musikverket. http://calmview.musikverk.se/CalmView/Record.aspx?src=CalmView.Performance&id=PERF29437&pos=115. Läst 19 maj 2016.
21. ↑  ”Den nya garnisonen eller Sju flickor i uniform”. Musikverket. http://calmview.musikverk.se/CalmView/Record.aspx?src=CalmView.Performance&id=PERF29440&pos=117. Läst 19 maj 2016.
22. ↑  ”Barnsölet”. Musikverket. http://calmview.musikverk.se/CalmView/Record.aspx?src=CalmView.Performance&id=PERF29441&pos=119. Läst 23 maj 2016.
23. ↑  ”Öga för öga”. Musikverket. http://calmview.musikverk.se/CalmView/Record.aspx?src=CalmView.Performance&id=PERF29446&pos=122. Läst 23 maj 2016.
24. ↑  ”Fästningen faller”. Musikverket. http://calmview.musikverk.se/CalmView/Record.aspx?src=CalmView.Performance&id=PERF29449&pos=125. Läst 23 maj 2016.
25. ↑  ”Två gånger två är fem”. Musikverket. http://calmview.musikverk.se/CalmView/Record.aspx?src=CalmView.Performance&id=PERF29450&pos=126. Läst 23 maj 2016.
26. ↑  ”En hustru för mycket”. Musikverket. http://calmview.musikverk.se/CalmView/Record.aspx?src=CalmView.Performance&id=PERF29453&pos=130. Läst 23 maj 2016.
27. ↑  ”Andra bröllopsnatten”. Musikverket. http://calmview.musikverk.se/CalmView/Record.aspx?src=CalmView.Performance&id=PERF14525&pos=22. Läst 5 juli 2015.
28. ↑  ”Teater och Musik”. Dagens Nyheter:  s. 9. 20 september 1923. http://arkivet.dn.se/arkivet/tidning/1923-09-20/255/9. Läst 26 juli 2015.
29. ↑  ”Teater och Musik”. Dagens Nyheter:  s. 8. 4 november 1923. http://arkivet.dn.se/arkivet/tidning/1923-11-04/300/8. Läst 26 juli 2015.
30. ↑  Bo Bergman (2 december 1923). ”Fruar på krigsstråt på Vasateatern”. Dagens Nyheter:  s. 11. http://arkivet.dn.se/arkivet/tidning/1923-12-02/328/11. Läst 30 augusti 2015.
31. ↑  Bo Bergman (20 januari 1924). ”Axel Ringvall på Vasateatern: 'På hal is' – Spex, sällskapsteater, karusell och diagonaltramp”. Dagens Nyheter:  s. 6. http://arkivet.dn.se/arkivet/tidning/1924-01-20/19/6. Läst 29 augusti 2015.
32. ↑  ”Borgmästarinnan”. Musikverket. https://calmview.musikverk.se/CalmView/Record.aspx?src=CalmView.Performance&id=P15450&pos=59. Läst 12 maj 2024.
33. ↑  ”En tillfällig man”. Musikverket. http://calmview.musikverk.se/CalmView/Record.aspx?src=CalmView.Performance&id=PERF22173&pos=36. Läst 6 april 2016.
34. ↑  ”Moderskärlek”. Musikverket. http://calmview.musikverk.se/CalmView/Record.aspx?src=CalmView.Performance&id=PERF22101&pos=56. Läst 8 april 2016.